# Rio Água Telho
O Rio Água Telho é um curso de água de São Tomé e Príncipe, localizado no distrito de Lobata, ilha de São Tomé. Este curso de água corre para Oeste até encontrar o Rio Água Palito, de que é afluente. 